# Mitologia irlandese
La mitologia irlandese è il corpus di miti e leggende relativi all'isola d'Irlanda. Tale mitologia non  riuscì a sopravvivere integra alla cristianizzazione dell'Irlanda; comunque molto è stato conservato, magari spogliato dell'originale significato, nella letteratura irlandese medievale, tanto che si può dire che la mitologia irlandese sia il ramo meglio conosciuto del ceppo celtico.
Sebbene molti manoscritti siano andati distrutti e molto del materiale non venne affidato alla tradizione scritta, ciò che rimane è sufficiente a identificare quattro distinti cicli narrativi.
Va ricordato che esistono testi minori che non possono essere inseriti all'interno di questa classificazione e che molte favole della tradizione folcloristica irlandese rimandano a personaggi della mitologia precristiana.

## Le fonti
Le tre fonti letterarie principali per quanto riguarda la mitologia irlandese si intitolano:
- Lebor na hUidre, databile sullo scorcio tra XI e XII secolo, conservato nella biblioteca della Royal Irish Academy;
- Libro di Leinster, dell'inizio del XII secolo, conservato nella biblioteca del Trinity College di Dublino;
- Rawlinson manuscript B 502 (Rawl.), conservato nella Bodleian Library all'Università di Oxford.

Al di là della datazione esatta di queste redazioni la maggior parte del materiale da esse trattato rinvia ad un'epoca precedente, che su basi linguistiche può essere datato intorno all'VIII secolo, se non in alcuni casi al VI.
Un altro importante gruppo di fonti è rappresentato da quattro manoscritti originari dell'Irlanda occidentale, risalenti allo scorcio tra XIV e XV secolo: 
- il Libro Giallo di Lecan (The Yellow Book of Lecan);
- il Grande Libro di Lecan (The Great Book of Lecan);
- il Libro di Hy Many (The Book of Hy Many);
- il Libro di Ballymote (The Book of Ballymote).

Il Libro Giallo, che contiene una delle più antiche versioni del celebre Táin Bó Cúailnge (Il Furto di Bestiame di Cooley) ed è conservato al Trinity College di Dublino. I tre testi rimanenti sono collocati alla Royal Irish Academy.
Altri manoscritti del XV secolo, come The Book of Fermoy, contengono materiale interessante, allo stesso modo di successive opere di sintesi, come Foras Feasa ar Éirinn (Storia d'Irlanda) di Geoffrey Keating, del 1640 circa, importanti perché verosimilmente compilati su materiale oggi perduto.
Nell'utilizzo di queste fonti è decisivo stimare l'impatto dell'ambiente che le produsse. La maggior parte dei manoscritti fu opera di monaci cristiani combattuti tra il desiderio di conservare la propria originale cultura e l'ostilità nei riguardi del paganesimo (cfr. l'evemerizzazione di alcune divinità). Ma anche nelle opere più tarde la limpida trasposizione degli antichi miti poté essere influenzata dalla volontà propagandistica di assegnare alla civiltà irlandese un background che reggesse il confronto con la "mitologia" di marca inglese (cfr. lateoria proposta da Goffredo di Monmouth sulla discendenza dei britannici dai Romani; cfr. la tendenza a rivedere le genealogia mitiche d'Irlanda inserendo ascendenze greche e bibliche).
Che attraverso i secoli la letteratura medievale irlandese abbia conservato le antiche tradizioni dei Celti in una forma virtualmente identica a quella della tradizione orale è stato a lungo fuori discussione. Ma anche qui come in altri campi la scuola revisionista ha posto un freno a chi, come Kenneth Jackson, sosteneva che il Ciclo dell'Ulster spalanca una finestra sull'Età del ferro, o che azzardava paralleli tra il Táin Bó Cúailnge e l'iconografia del Calderone di Gundestrup (Garret Olmsted). I revisionisti suggeriscono invece che le creazioni di epoca cristiana imitino deliberatamente l'epopea greco-romana appresa dai monaci attraverso il latino (cfr. paralleli tra Iliade e Táin Bó Cúailnge; cfr. Togail Troí, adattamento irlandese, contenuto nel Book of Leinster, del De excidio Troiae historia di Dares Frigio). Per finire va notato che una lettura critica è raccomandata anche dall'evidenza dai testi di una cultura materiale più vicina ai tempi della redazione di quella remota delle origini del mito.

## Ciclo mitologico
Il Ciclo mitologico comprende storie sulle più arcaiche divinità d'Irlanda e sulle origini stesse del suo popolo. Dei quattro cicli irlandesi è il meno ben conservato.
Le fonti principali sono due: 
- Metrical Dindshenchas (o Notizie sui Luoghi);
- Lebor Gabála Érenn (o Libro delle Invasioni).

Altri manoscritti che preservano storie del Ciclo mitologico sono:
- Bodb Derg, il Sogno di Aengus;
- Tochmarc Étaíne, il Corteggiamento di Étaíne;
- Cath Maige Tuireadh, La (seconda) Battaglia di Magh Tuireadh.

Un'altra delle storie più famose d'Irlanda, Oidheadh Clainne Lir, La tragedia dei figli di Lir, fa parte di questo ciclo.
Il Libro delle Invasioni (Lebor Gabála Érenn) è una pseudo-storia dell'Irlanda arcaica, che risale fino al biblico Noè. Vi si racconta di una serie di invasioni e "conquiste" dell'isola da parte di diversi popoli. Tra questi popoli spicca il quinto, i Túatha Dé Danann ("le Genti della dea Danu"), che avrebbero abitato l'Irlanda prima dell'arrivo dei Gaeli, ovvero dei Milesi. I Túatha Dé Danann avrebbero affrontato l'opposizione dei Fomori, guidati da Balor Occhio Cattivo, infine vinto e ucciso da Lúg Lámfada (Lungo Braccio) nella seconda battaglia di Magh Tuireadh. All'arrivo dei Gaeli, però, i Túatha Dé Danann si sarebbero ritirati nel sottosuolo, diventando il "Popolo fatato" delle leggende successive.
Metrical Dindshenchas è il titolo della più grande compilazione onomastica dell'antica Irlanda, che giustifica il nome di molti luoghi leggendari attraverso una sequenza di poesie. Include diverse informazioni sul Ciclo mitologico, come il resoconto della battaglia di Tailtiu, in cui i Túatha Dé Danann vennero sconfitti dai Milesi.
Va notato che nel Medioevo irlandese i Túatha Dé Danann non sono visti tanto come antiche divinità quanto come un popolo di uomini, certo straordinari per magia e forza, ma mortali (cfr. Lebor Gabála Érenn e Cath Maige Tuireadh). Ciò non toglie che altre prove ed evidenze provenienti dal mondo celtico garantiscano che in origine re ed eroi della mitologia irlandese fossero veri e propri dei, oggetto di culto. Personaggi come Lug, la Mórrígan, Aengus o Manannan mac Lir appaiono così trasfigurati nei secoli come mortali governatori delle regioni d'Irlanda.
Un brano del Libro di Leinster elenca molti dei Túatha Dé Danann, terminando con un significativo "sebbene (l'autore) li abbia elencati non li venera". Tra i principali si ricordano:
- Goibniu, Creidhne e Luchta, noti anche come Trí Dé Dána ("Tre Dei dell'Artigianato");
- il Dagda, il cui nome nei testi medievali viene interpretato come "il Buon Dio";
- Nuada, collegato al dio britannico Nodens;
- Lúg, dio celtico il cui nome potrebbe rimandare al concetto di "luce";
- Tuireann, forse collegato al gallico Taranis;
- Ogma, collegato a Ogmios;
- la Badb, collegata a Catubodua.

### Altre importanti figure dei Túatha Dé Danann
- Boann
- Banba
- Brigid
- Creidhne
- Danu
- Dian Cecht
- Donn
- Ériu
- Étain
- Fódla
- Macha
- Nechtan
- Aes Sídhe
- Bean Sídhe

## Ciclo dell'Ulster
Il Ciclo dell'Ulster risale all'inizio dell'era cristiana e la maggior parte delle vicende è ambientata tra l'Ulster ed il Connacht. Consiste in un gruppo di storie eroiche imperniate sulle vite di Conchobar mac Nessa, re dell'Ulster, e del grande eroe Cúchulainn, figlio di Lúg, e quindi dei loro amori e odi, dei loro amici e nemici. Protagonisti delle vicende sono gli Ulaid, il popolo dell'Irlanda nord-orientale, mentre l'azione si concentra nella corte di Emain Macha (conosciuta in inglese come Navan Fort), presso la moderna Armagh. Gli Ulaid avevano stretti legami con le colonie irlandesi in Scozia e non a caso una parte dell'apprendistato di Cúchulainn si svolge proprio nel "paese di Alba", cioè in Scozia.
Il ciclo comprende storie sulla nascita, l'infanzia e l'addestramento, le tragedie e le battaglie, i banchetti e le morti di questi eroi. Dipinge una società guerriera, in cui il valore si esalta nel duello di individualità, e la ricchezza si misura principalmente nel bestiame posseduto. Sono storie scritte per lo più in prosa. Il baricentro del Ciclo dell'Ulster è rappresentato dal Táin Bó Cúailnge. Altre importanti storie sono "La tragica morte dell'unico figlio di Aife" (The Tragic Death of Aife's only Son), "Il banchetto di Bricriu" (Bricriu's Feast), e "La distruzione dell'ostello di Da Derga" (The Destruction of Da Derga's Hostel). Anche "L'esilio dei figli di Usnach" (The Exile of the Sons of Usnach), meglio noto come la tragedia di Deirdre e come la fonte delle opere di John Millington Synge, William Butler Yeats e Vincent Woods, fa parte a sua volta del Ciclo dell'Ulster.
Per alcuni aspetti il Ciclo dell'Ulster si può accostare al Ciclo mitologico. Alcuni personaggi sono in comune, spicca la stessa spettacolare metamorfosi magica, nonché lo stesso cupo e crudo realismo. Come c'era da aspettarsi diversi personaggi rimandano a divinità, come la regina Medb, Cú Roí, e naturalmente Cúchulainn: tutti però calati in specifiche esistenze, con precise coordinate spaziali e temporali. Si può dire quindi che se il Ciclo mitologico rappresenta l'Età dell'Oro, quello dell'Ulster rappresenta l'Età degli Eroi della mitologia irlandese.

## Ciclo feniano
Come il Ciclo dell'Ulster, anche il Ciclo feniano si incentra sulle vicende di alcuni eroi irlandesi. Le storie sembrano risalire al III secolo e sono riferibili principalmente alle province di Leinster e Munster. Rispetto ai cicli precedenti questo spicca per i suoi legami con la comunità scozzese di lingua irlandese. Rispetto al Ciclo dell'Ulster viene preferita la forma poetica, in versi, alla prosa, mentre la struttura dell'opera rimanda più a modelli romanzeschi che epici. L'argomento sono le avventure di Fionn mac Cumhaill e dei suoi guerrieri, i Fianna.
La singola fonte principale per il Ciclo feniano è il Acallam na Senórach ("Colloquio tra vecchi"), rinvenuto in due manoscritti del XV secolo, il "Libro di Linsmore" (Book of Lismore) e la "Laude 610" (Laud 610), così come in un manoscritto del XVII secolo conservato Killiney, nel County Dublin. Evidenze linguistiche fanno datare il testo al XII secolo. Esso si snoda in forma di conversazione tra Caílte mac Rónáin e Oisín, gli ultimi sopravvissuti dei Fianna, e San Patrizio, patrono d'Irlanda. Consiste di circa 8.000 versi. Che simili vicende abbiano aspettato tanto per trovare redazione potrebbe testimoniare di una lunga e tenace tradizione orale attorno a questo materiale.
I Fianna sono divisi in due clan, il Clann Baiscne, guidato da Fionn Mac Cumhall (nella versione inglese "Finn MacCool", Finn figlio di Cumhall), ed il Clann Morna, guidato dal suo rivale, Goll mac Morna. Goll uccide il padre di Fionn in battaglia: lo stesso Fionn si salva solo venendo nascosto. Da ragazzo, mentre viene educato nell'arte della poesia, Fionn si ritrova a cucinare per il suo maestro il Salmone della Saggezza. Essendosi scottato accidentalmente il pollice, se lo succhia (o morde) e ottiene così la possibilità di attingere ad una saggezza infinita. Così diventa il capo di una banda di liberi guerrieri-cacciatori, i Fianna appunto, le cui storie riempiono buona parte del ciclo. Tra queste avventure romanzesche spiccano "La ricerca di Diarmuid and Gráinne" (Tóraigheacht Dhiarmada agus Ghráinne) e "Oisín nel Tír na nÓg" (Oisín in Tír na nÓg). In particolare la storia di Diarmuid e Grainne, una delle poche prose del Ciclo feniano, è una delle probabili fonti della storia di Tristano e Isotta.
Il mondo feniano vede giovani guerrieri professionisti spendere il tempo cacciando, combattendo e andando in cerca di avventure. I nuovi membri della confraternita devono superare prove di sapienza poetica e di abilità atletica, sottoponendosi a continue prove e ordalie. In tutte queste vicende manca un afflato religioso.

## Ciclo storico
Parte dei doveri dei bardi medievali d'Irlanda ovvero dei poeti di corte era ricordare la storia della famiglia e la genealogia del re. Da qui, con legami più o meno forti con mitologia e storia, nasce il Ciclo storico (o meglio: i Cicli, vista l'eterogeneità del materiale).
I re di cui si narra vanno dal leggendario Labraid Loingsech, Re Supremo d'Irlanda verso il 431 a.C., al realmente esistito Brian Boru. La parte principale nel Ciclo storico è rappresentata dalla "Frenesia di Shuibhne (nella versione inglese: Sweeney)" (Buile Shuibhne), una storia in prosa e poesia risalente al XII secolo. Suibhne, re di Dál nAraidi, viene maledetto da San Ronan e diventa una specie di mostro ibrido, mezzo uomo e mezzo uccello, condannato a vivere nei boschi, in fuga dalla compagnia degli altri uomini. La storia ha catturato l'immaginazione di diversi poeti irlandesi contemporanei, ed è stata tradotta da Trevor Joyce e Seamus Heaney.

## Altre storie
I letterati irlandesi medievali organizzarono la mitologia irlandese in generi, come le "razzie del bestiame" (Táin Bó), l'avventura (Echtra), i viaggi (Imram), le feste (Fled o Feis), i corteggiamenti (Tochmarc), i concepimenti (Compert) e le morti (Aided), piuttosto che la divisione relativamente moderna in cicli.

### Storie di avventure
Le "avventure" o echtrae sono un gruppo di storie su visite nell'aldilà irlandese, sito ad Ovest, oltre il mare, sottoterra, o semplicemente invisibile agli uomini. La più famosa è Oisin nel Tir na nOg e appartiene al Ciclo feniano, ma diverse sono le storie indipendenti con lo stesso tema, tra cui "L'avventura di Conle" (The Adventure of Conle), "Il viaggio di Bran" (The Voyage of Bran mac Ferbail) e "L'avventura di Lóegaire" (The Adventure of Lóegaire).

### Storie di viaggi
I "viaggi" o immrama sono storie di viaggi per mare, e delle meraviglie viste durante questi viaggi. Nascono probabilmente dall'intreccio tra le esperienze romanzesche dei pescatori e le concezioni popolari sull'aldilà. Dei sette esempi citati solo tre sopravvivono nei manoscritti: "Il viaggio di Mael Dúin" (Voyage of Mael Dúin), "Il viaggio del Uí Chorra" (Voyage of the Uí Chorra) e "Il viaggio di Snedgus and Mac Riagla" (Voyage of Snedgus and Mac Riagla). In particolare "Il viaggio di Mael Duin" è il precursore del successivo Viaggio di San Brendano (Voyage of St. Brendan).

### Storie del folclore
Nei primi anni del XX secolo Herminie T. Kavanagh scrisse storie della tradizione irlandese su riviste e in due raccolte, Darby O'Gill and the Good People eAshes of Old Wishes, poi riproposte nel film Darby O'Gill and the Little People.
La nota drammaturga irlandese Lady Gregory collezionò a sua volta le storie del folclore irlandese.
Da parte sua Eddie Lenihan (b-1950), autore di Meeting the Other Crowd, gode di una reputazione crescente come moderno scrittore di storie in stile folcloristico. NPR